# Kabuh (plaats)
Kabuh is een bestuurslaag in het regentschap Jombang van de provincie Oost-Java, Indonesië. Kabuh telt 3414 inwoners (volkstelling 2010).